# Manuel Ulloa Elías
Manuel Ulloa Elías (* 12. November 1922 in Lima; † 9. August 1992 in Madrid) war ein peruanischer Politiker der Acción Popular (AP), der unter anderem zwischen Juli 1980 und Dezember 1982 Premierminister war.

## Leben

### Rechtsanwalt, Unternehmer und Minister in der ersten Regierung Belaúnde Terry
Manuel Ulloa Elías war ein Sohn von Alberto Ulloa Sotomayor (1892–1975), der unter anderem 1936 Außenminister war, und dessen Ehefrau Margarita Elías Beddy. Er selbst absolvierte nach dem Besuch des Colegio Champagnat und des Colegio de la Inmaculada in Limaein Studium der Rechtswissenschaften an der Universidad Nacional Mayor de San Marcos (UNMSM) und nahm nach dessen Abschluss 1947 eine Tätigkeit als Rechtsanwalt auf. Gleichzeitig war er zwischen 1940 und 1956 in der Tourismusabteilung von Casa Grace tätig, ehe er von 1956 bis 1961 Mitarbeiter in der Firmenzentrale dieses Unternehmens in New York City arbeitete. Anschließend wechselte er zu Deltec Investment Development, als dessen Vorsitzender er später fungierte, und zudem auch Vizepräsident von Frederick Hatch and Co. Er schloss sich der von Fernando Belaúnde Terry am 7. Juli 1956 gegründeten Partei Volksktion AP (Acción Popular) als Mitglied an. Am 4. März 1965 kaufte er Anteile an dem von Manuel Mujica Gallo gesponserten Unternehmen, welches die Tageszeitungen „Expreso“ und „Extra“ herausgab. Um seine Ziele zu erreichen, organisierte er den Verlag Editora Nacional SA.
Als Nachfolger von Francisco Morales Bermúdez übernahm Ulloa Elías am 1. Juni 1968 in der Regierung von Staatspräsident Belaúnde Terry im Kabinett von Premierminister Oswaldo Hercelles den Posten als Minister für Finanzen und Handel (Ministro de Hacienda y Comercio) und hatte diesen bis zum Militärputsch am 2./3. Oktober 1968 inne. Nach dem Militärputsch wurde er verbannt und lebte im Exil in Argentinien.

### Senator, Premierminister in der zweiten Regierung Belaúnde Terry und Senatspräsident
Nach der Rückkehr zur Demokratie wurde Manuel Ulloa Elías am 27. Juli 1980 auf dem dritten Listenplatz der AP zum Mitglied des Senats (Senado de la República del Perú) gewählt und gehörte diesem bis zur Auflösung des Parlaments durch Staatspräsident Alberto Fujimori am 5. April 1992 an, wobei er zuletzt 1990 auf dem 17. Platz der Liste des von der AP unterstütztem Wahlbündnis FREDEMO (Frente Democrático) gewählt wurde.
Am 28. Juli 1980 ernannte Staatspräsident Fernando Belaúnde Terry ihn zu Beginn von dessen zweiter Amtszeit zum Premierminister (Presidente del Consejo de Ministros) und bekleidete dieses Amt bis zum 9. Dezember 1982, woraufhin Fernando Schwalb López Aldana formell am 3. Januar 1983 als sein Nachfolger zum zweiten Mal Premierminister wurde. In seinem Kabinett übernahm er zudem zwischen dem 28. Juli 1980 und dem 31. Dezember 1982 in Personalunion das Amt des Ministers für Wirtschaft, Finanzen und Handel (Ministro de Economía, Finanzas y Comercio).
Ulloa Elías wurde am 26. Juli 1984 als Nachfolger von Ricardo Monteagudo Präsident des Senats und übte dieses Amt bis zu seiner Ablösung durch Luis Alberto Sánchez am 26. Juli 1985. Für seine Verdienste wurde er mit dem Großkreuz des Orden El Sol del Perú und des Orden de Isabel la Católica ausgezeichnet. 
Manuel Ulloa Elías war vier Mal verheiratet, und zwar mit Carmen García Elmore, Nadine van Peborgh Grisar, Isabel Zorraquín y de Corral sowie zuletzt von 1987 bis zu seinem Tode 1992 mit Elisabeth von Jugoslawien (* 1936). Aus seiner zweiten Ehe stammten die beiden Söhne Manuel Ulloa van Peborgh und Fernando Ulloa van Peborgh. Nach seinem Tode wurde er auf dem Cementerio de San Isidro in Madrid beigesetzt.

## Hintergrundliteratur
- HISTORIA DE LA PRESIDENCIA DEL CONSEJO DE MINISTROS: TOMO II (1956-2016) (Memento vom 12. Oktober 2016 im Internet Archive)